# Балинце (Вучитрн)
Балинце (алб. Balincë) насеље је у општини Вучитрн, Косово и Метохија, Република Србија. Село је након 1999. године познато и као Балај (алб. Balaj). Према попису становништва из 2011. године, село је имало 323 становника, већину становништва чинили су Албанци.

## Географија
Село је на падини планине Чичавице, на левој саставници Крагујевачке рече („Река Крагујевцит”). Удаљено од Вучитрна око 9 km. Село је по положају равничарско. Збијеног је типа, оранице смоничаве, на којима успевају све житарице. Граничи се са селима Језерима, Пантином, Окраштицом, Ошљанима и Тараџом. Дели се на Горњу и Доњу махалу, које су такође разбијене на мање групице кућа. Удаљења између главних махалских делова износе око 1 км.

## Историја
Село је било читлук Меедин аге из Вучитрна, па куповином прешло у својину вучитрнских Албанаца Шишковића (алб. Shishko). Чифчије (завнисни сељак) су, бар од друго половине 19. века, били Албанци. У селу су до доласка насељеника 1923. године живели само Албанци. Насељеници су добили утринску земљу и населило се 13 кућа из разних српских крајева. Нема доказа откада постоји село. Гробље овог села је у Тараџи и Пантини.

## Порекло становништва по родовима
Подаци из 1935. година:
- Идризовит (алб. Idrizi) (2 кућа.), од фиса Куча (Кућњан), досељен крајем 18. века.
- Резал (алб. Rezal) (1 кућа.), од фиса Гаша. Досељен из Резала (Дреница) за чифчију у Шишковића пре доласка мухаџира.
- Пац (1 кућа.), и Плана (4 к.), од фиса Тсача. Досељени као мухаџири из В. Плане (Топлица). Били су чифчије у Шишковића.
- Думница (алб. Dumnica) (1 кућа.), од фиса Краснића. Досељен 1913. из Думнице у Лабу за чифчију.
- Клина (алб. Klinë) (1 кућа.), од фиса Гаша. Досељен 1914, из Клине у Дреници, за чифчију.
- Алшовит (алб. Alshovi) (1 кућа.), од фиса Мзи. Досељен 1920. из Жеровнице (Звечан) на чифлик, јер му је суд продао имање у Жеровници за наплату трошкова учињених у затвору. У Баљинцу је доцније (1924) добио земљу као колониста.

Колонисти:
- Вучуровић (2 кућа.) 1923. и 1929. из Звечаве (Бока).
- Илић (1 кућа.) 1929. из Кривошија (Бока).
- Поповићи (2 кућа.) 1923. из Шавника.
- Лакић (1 кућа.) 1923. од Даниловграда.
- Митровић (1 кућа.) 1923. из Марковине (Чево).
- Митковић (1 кућа.) 1923. од Сарајева.
- Костић (1 кућа.) 1928. од Пећи.
- Краговићи (3 кућа.) 1928.
- Вучетићи (1 кућа.) 1929. из Зубног потока (Ибарски Колашин).

## Демографија
| Година       | 1948 | 1953 | 1961 | 1971 | 1981 | 1991 | 2011 |
| ------------ | ---- | ---- | ---- | ---- | ---- | ---- | ---- |
| Становништво | 289  | 319  | 335  | 318  | 335  | 378  | 323  |

|  |